# Clara Auteri Pepe
Clara Auteri Pepe (* 19. Mai 1918 in Caltagirone, Sizilien; † 16. Juni 2018 in Mailand) war eine italienische Schauspielerin.

## Leben
Auteri begann am Theater in kleinen Rollen und lernte 1937 den Kollegen Nico Pepe kennen, den sie bald darauf heiratete und dessen Namen sie zusätzlich führte. Die dünne, kleine, schwarzhaarige Schauspielerin mit großen Augen und frechem Auftreten war auch auf Revuebühnen tätig, spielte im Radio und als Synchronsprecherin, wurde jedoch vor allem durch ihre Charakterdarstellungen in Filmen aus der Zeit des Zweiten Weltkrieges bekannt, die sie wirksam verkörperte und ihr nicht allzu häufige, aber stetige Angebote bis Ende der 1950er Jahre einbrachten. Die Erfolge der 1940er Jahre blieben, auch im Revuetheater, wo sie 1944 neben Totò und Anna Magnani in Che ti sei messo in testa? glänzte und einige Monate später – Rom war befreite Stadt – in Michele Galdieris Con un palmo di naso erneut mit Totò spielte, jedoch unerreicht.

## Filmografie (Auswahl)
- 1941: Verliebte Unschuld (Teresa Venerdi)
- 1952: Don Camillo und Peppone (Le petit monde de Don Camillo)
- 1968: Warum hab’ ich bloß 2x ja gesagt?